# Benoît Falchetto
Vincent Benoît Falchetto (Nizza, 8 luglio 1885 – Nizza, 4 agosto 1967) è stato un pilota automobilistico francese di origine italiana.
La sua carriera iniziò nel 1932, con un sesto posto al Gran Premio di Orano, guidando una Bugatti T35B. Nello stesso anno, prese parte a diverse altre corse non valide per il campionato europeo, vincendo il Gran Premio di Nîmes e il Gran Premio di Antibes. Nel 1933 si associò a Louis Braillard, con cui fondò l'omonima scuderia. Per la stagione 1934 furono acquistate due Maserati 8CM, guidate da Robert Brunet e dallo stesso Falchetto. Proprio quest'ultimo vinse il Gran Premio di Piccardia e il Gran Premio U.M.F.. Il sodalizio durò fino al 1935.
Nel 1927, Falchetto fu protagonista, suo malgrado, dell'incidente che provocò la morte di Isadora Duncan: il pilota francese, proprietario di un garage, aveva offerto un passaggio alla famosa ballerina sulla sua vettura sportiva, nella speranza che fosse interessata ad un acquisto. La lunga sciarpa della Duncan si impigliò nelle ruote, causandone lo strangolamento.
Durante la Seconda Guerra Mondiale, Benoît fu attivo nella Resistenza: è registrato come tale nell'archivio del Ministero delle Forze Armate francese: Servizio Storico della Difesa, Vincennes GR 16 P215166.